# Iris Utikal
Iris Utikal (geboren 1966) ist eine deutsche Kommunikationsdesignerin.

## Karriere
Bereits vor ihrem Abschluss an der FH Düsseldorf 1991 sammelte sie ab 1985 Erfahrungen in namhaften Büros in London, New York, Paris, Zürich, Tokio und Madrid, insbesondere bei der Arbeitsgemeinschaft Uwe Loesch, in der sie bis 1994 mitarbeitete. Im selben Jahr folgte die Gründung des eigenen Designbüros Qwer mit Michael Gais. Das Büro arbeitet hauptsächlich für kulturelle Institutionen und Veranstaltungen; die bekannteste Arbeit ist das Corporate Design für die EXPO 2000 in Hannover. Im Laufe des Bestehens kristallisierte sich ein Fokus auf Corporate Design, Informationsdesign und die Entwicklung von Kommunikationskonzepten für Unternehmen, Städte, Regionen und kulturelle Institutionen heraus, stets geprägt von einem medienübergreifenden und interdisziplinären Ansatz. Iris Utikal ist seit 1998 Mitglied verschiedener Jurys (u. a. 100 Beste Plakate Berlin, Red Dot Award Essen, Power X, Competition of Chinese Colleges of Visual Design) und erhielt zahlreiche Preise für ihre Arbeiten. Seit 2002 ist sie Professorin für Typografie, Layout, Konzeption und Entwurf an der Köln International School of Design (KISD). Utikal hält Vorträge und Workshops an verschiedene Designschulen in Deutschland und China.

## Werke
Mit ihrer Agentur QWER entwickelte Iris Utikal u. a. das Corporate Design für die EXPO 2000 in Hannover, das Corporate Design des Kommunalverbands Ruhrgebiet und das Erscheinungsbild des Wilhelm Lehmbruck Museums in Duisburg, gestaltete Logos und Plakate für verschiedene Museen sowie die Kurzfilmtage Oberhausen, arbeite aber auch für kommerzielle Kunden wie die ZANDERS Feinpapiere AG. Im Rahmen ihrer Lehrtätigkeit realisierte sie u. a. die Ausstellung 100 years of womens suffrage und beschäftigt sich mit der Zukunft der Arbeit und Umweltschutz.

## Publikationen
- Michael Erlhoff / Philipp Heidkamp / Iris Utikal (Hg.): Designing Public – Perspektiven für die Öffentlichkeit. Basel 2008